# لي شيفال بلانك (جبل)
لي شيفال بلانك (بالإنجليزية: Le Cheval Blanc (mountain))‏ هو أحد جبال سلسلة جبال الألب شابلايس وجزء من القمة الأم Mont Buet يقع في كانتون فاليز، سويسرا. يبلغ ارتفاع الجبل حوالي 2831 متر، بينما يبلغ ارتفاع نتوء الجبل 140 متر.